# Looveer (buurtschap)
Looveer is een buurtschap en industriegebied in het buitengebied van de stad Huissen, in het oosten van Nederland. Het ligt in de provincie Gelderland en hoort bij de gemeente Lingewaard. Looveer is volledig buitendijks gevestigd; het is gelegen aan de rivier de Nederrijn, ten oosten van de oude binnenstad van Huissen (Huissen-Stad). Het inwonersaantal van Looveer wordt niet apart bijgehouden, omdat het binnen de grenzen van Huissen valt. 

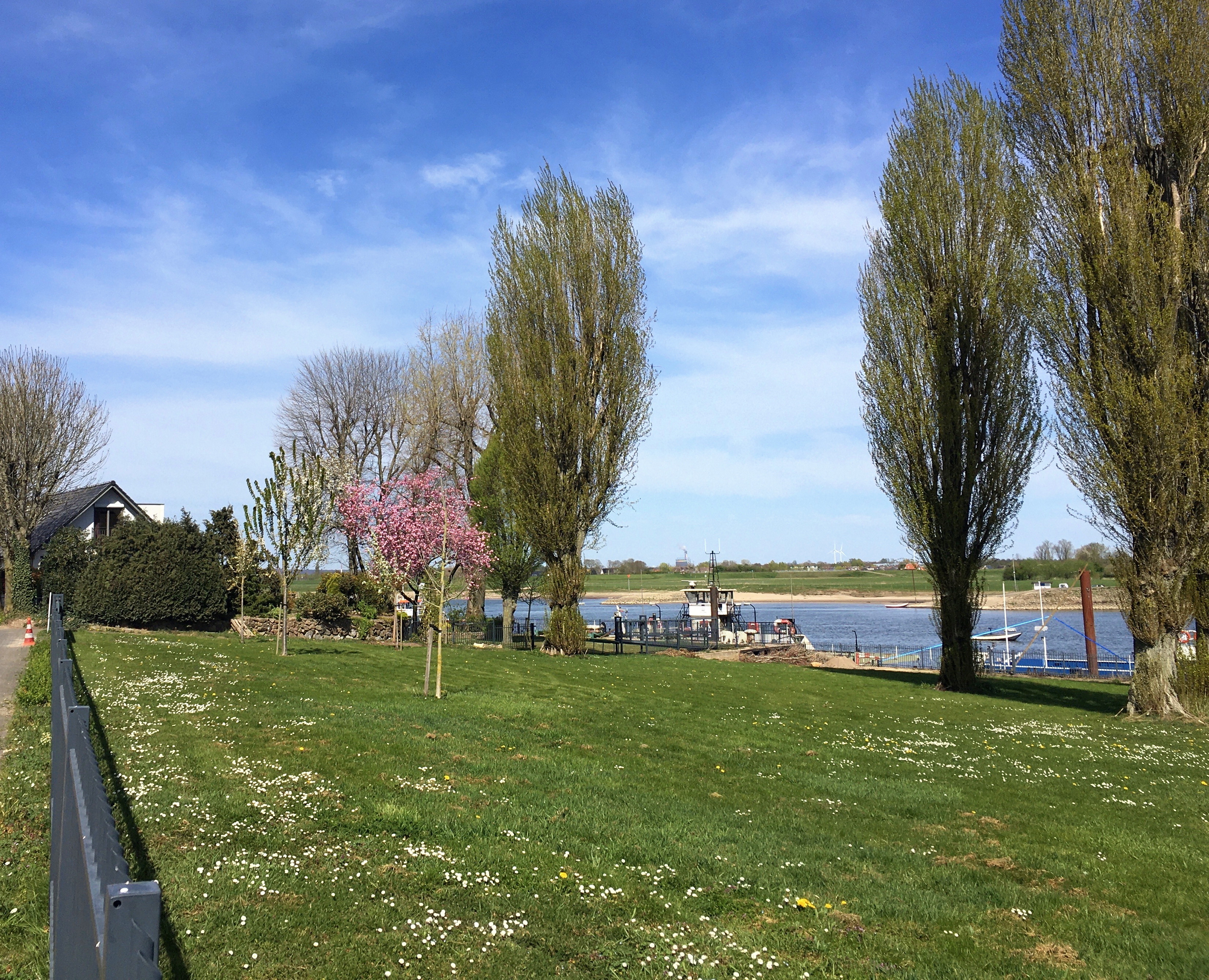
Looveer (gedurende de lente) aan de kant van Huissen. Op de achtergrond is veerdienst het Looveer, de rivier de Nederrijn en de plaats Westervoort te zien.

## Etymologie
De naam Looveer is afkomstig van de nabijgelegen veer op de Nederrijn tussen Loo en Huissen (veerdienst het Looveer).

## Middelwaard
Tegenover Looveer, aan de overkant van de Nederrijn (nabij het dorp Loo), ligt de Middelwaard. Dit is een strook land in de uiterwaarden, dat van oudsher bij de gemeente Huissen hoorde; sinds 2001 hoort het bij de fusiegemeente Lingewaard. Deze opmerkelijke gemeentegrens heeft een historische verklaring. De Middelwaard was in de 17e eeuw een klein eiland in het midden van de Rijn, die toen een vlechtende rivier was. Destijds werd er besloten dat de eilanden die waren ontstaan in het deel van de Rijn dat tussen het Pruisische en het Kleefse gebied stroomde, bij het Ambt Huissen hoorden. Later is de Middelwaard aangezand aan de kant van Loo. Toch is dit tot dusver geen motief geweest om de gemeentegrens aan te passen. Net als Looveer ligt de Middelwaard volledig buitendijks. De Middelwaard heeft 6 inwoners.

## Afbeeldingen

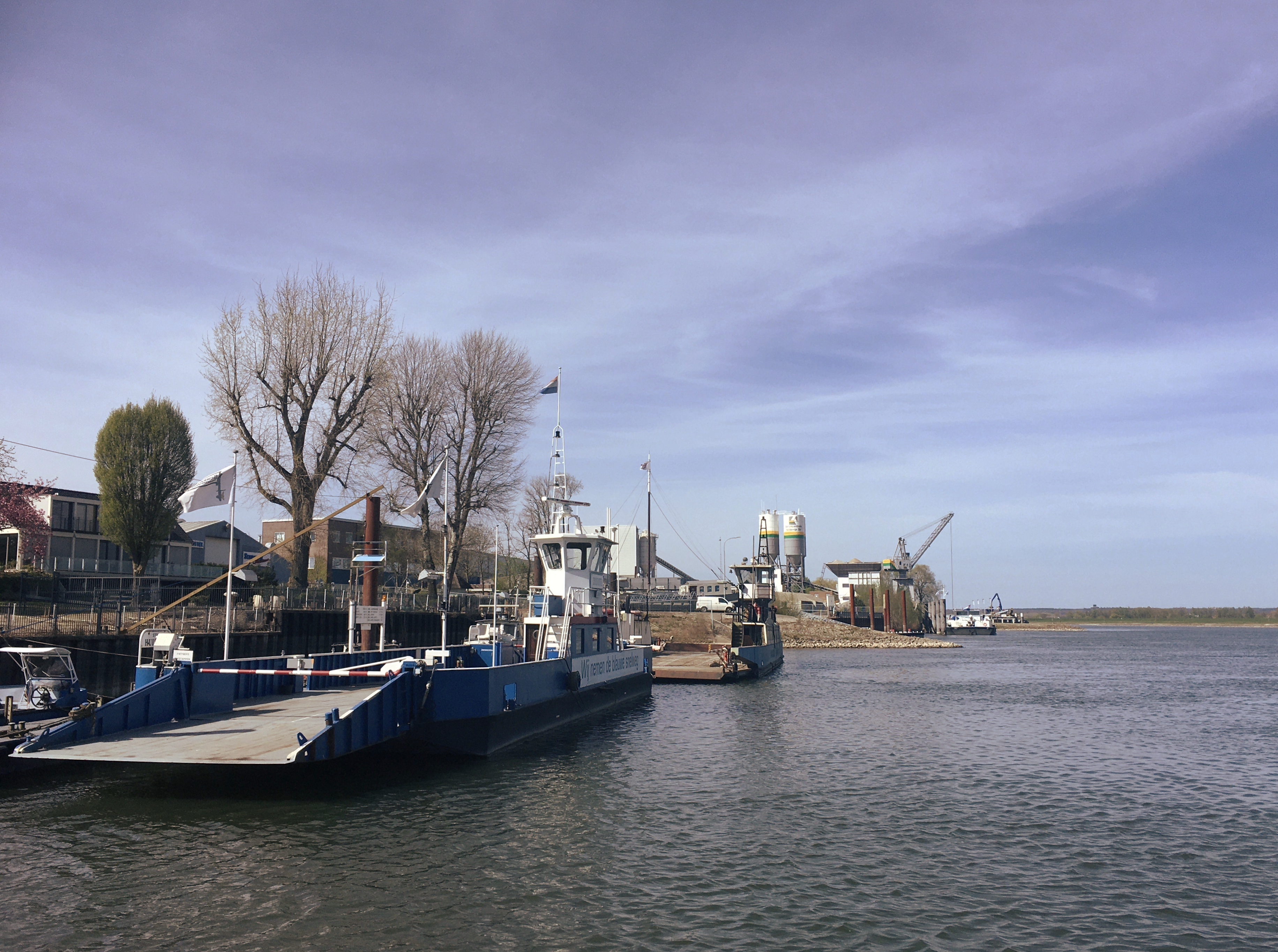
Zicht op de veerdienst en de industrie
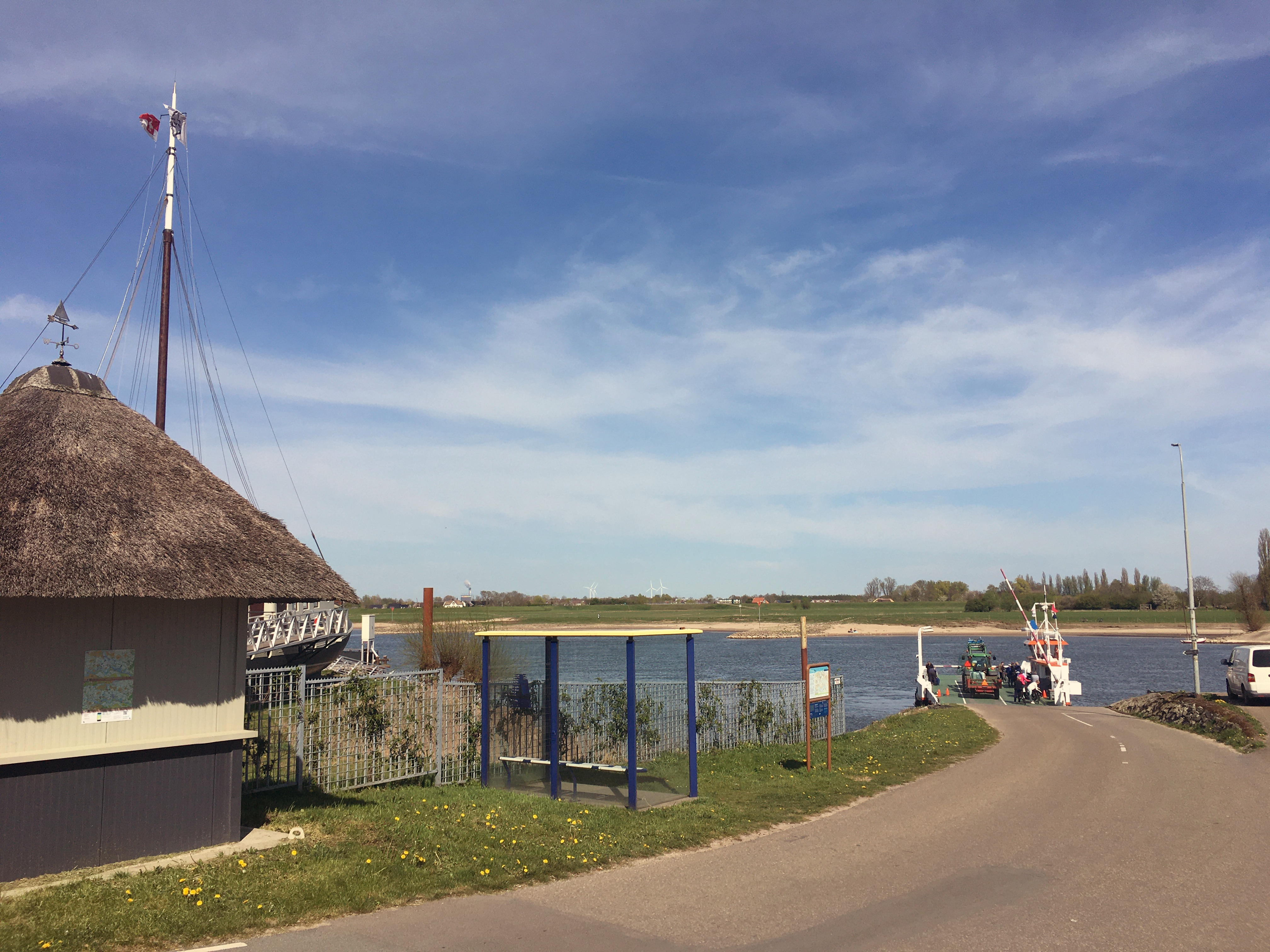
Weg naar de pont aan de Huissense kant
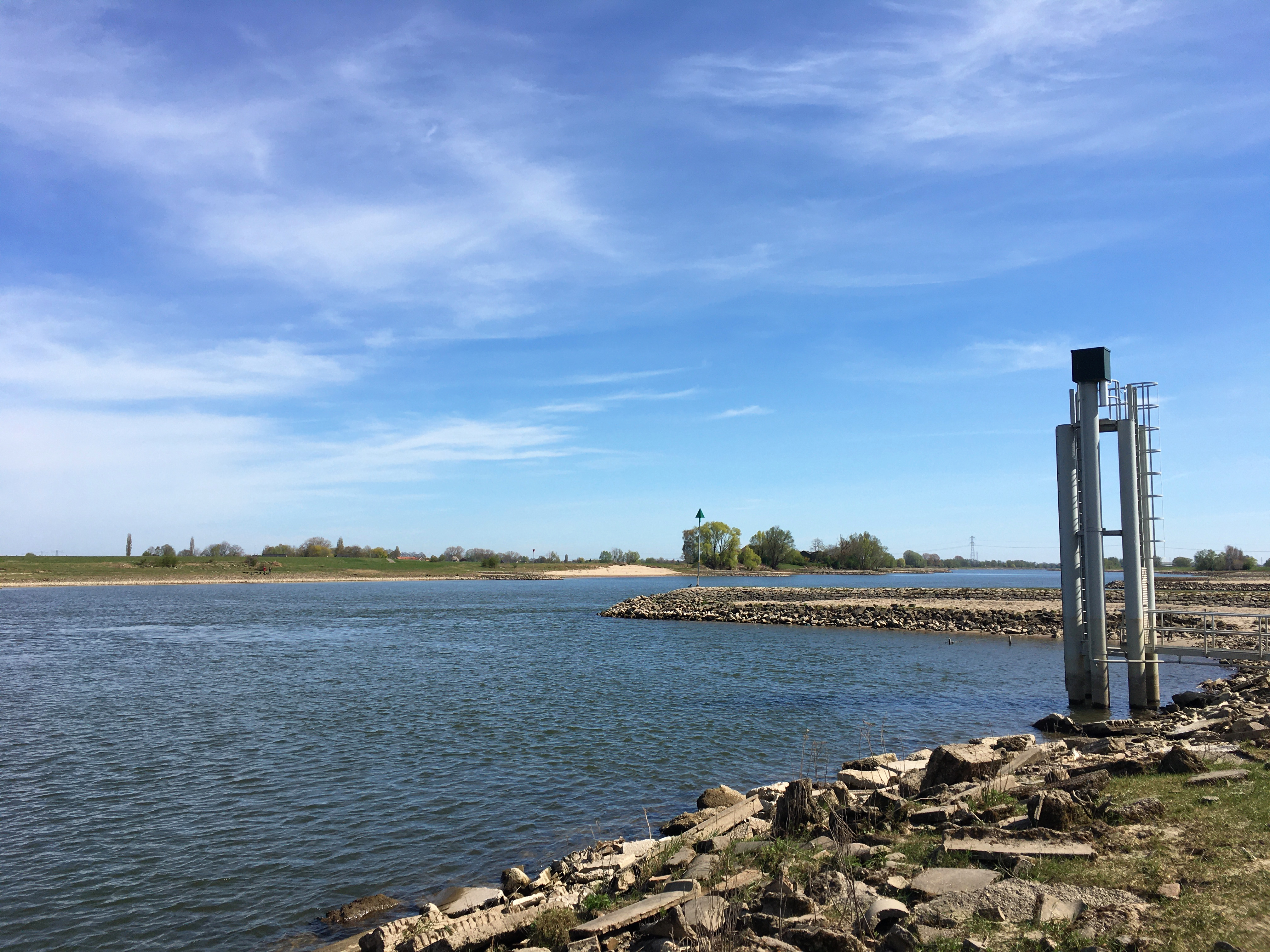
Kribben langs de Nederrijn bij Looveer
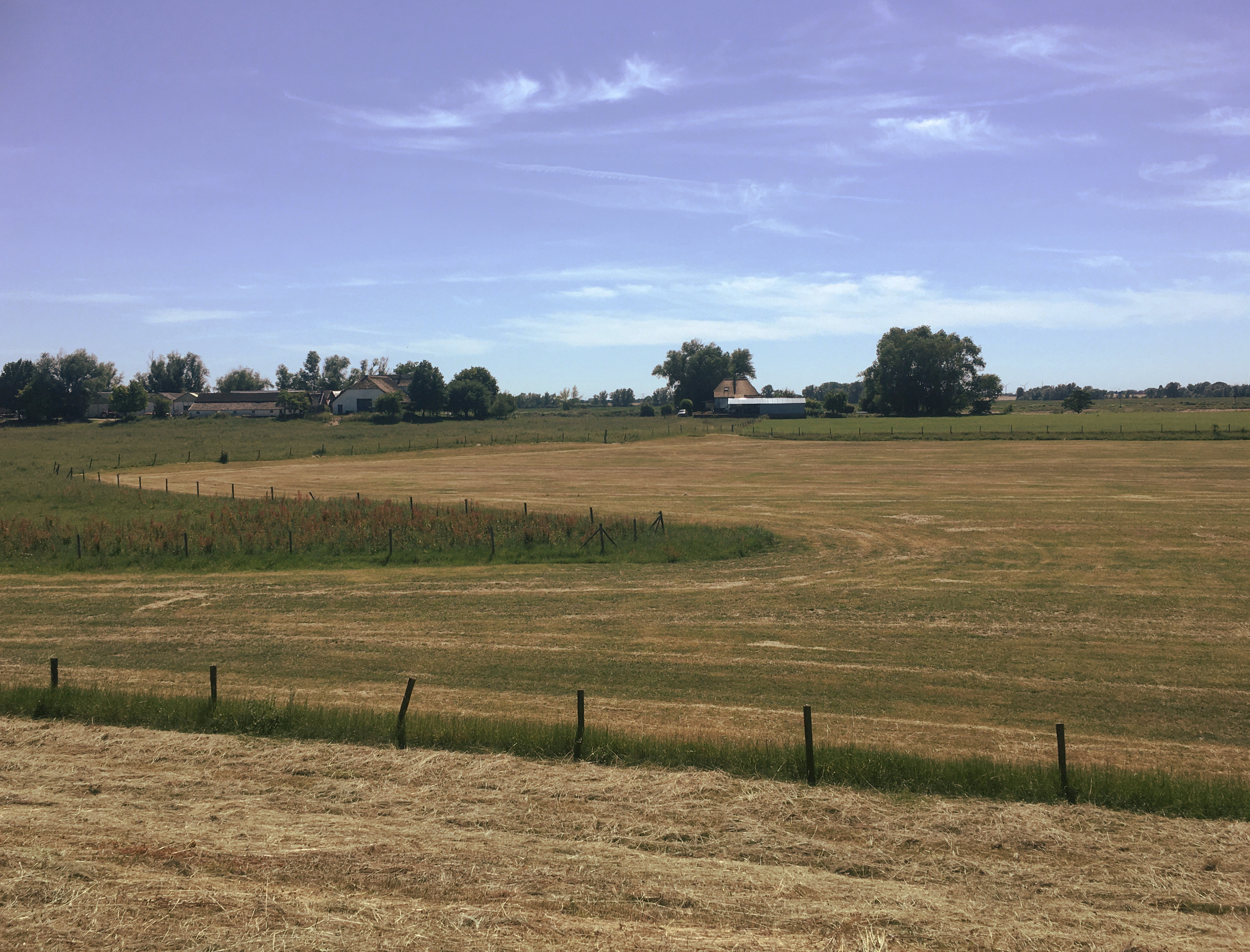
De Middelwaard aan de overkant van de rivier